# Механика
Механика (старогрчки μηχανιϰὴ: направа, справа, машина; каснолат. mechanica < старогрчки μηχανιϰὴ [τέχνη], od μηχανιϰός: домишљат) је најстарија и највећа од основних грана физике. Механика проучава најједноставније облике кретања материје (механичка кретања) или промене положаја материјалних тела у простору зависно о времену. Промене положаја тела последица је неког спољашњег узрока или силе, па се у механици проучавају и силе (истражују се узроци кретања). При томе се проучавају опште законитости узајамног деловања између тела и силе, које се затим проверавају експериментом. Основни проблеми којима се бави механика јесу кретање тела и равнотежа сила.
Полазећи од основних појмова механике, простора, времена, силе и масе, Исак Њутн је поставио три основна закона (аксиома) механике на којима се заснива Њутнова или класична механика. Теоријска проучавања појава и закона кретања, одређивање њихових законитости и правила, без обзира на њихово значење у стварном животу, и служећи се само математичким средствима, припадају теоријској или рационалној механици. Механика у којој се закони и методе теоријске механике примењују у техници зове се техничка или примењена механика.
У механици се углавном примењује дедукција (дедуктивна метода), најпре се одреде (формулишу) општи појмови и закони, а затим се логичким закључивањем помоћу математичких и геометријских метода изводе остали поучци. При томе се полази од најједноставнијих објеката: честице и крутог тела, а затим се поступно узимају у обзир и друга физикална својства (еластичност, пластичност и слично), и тако се приближује тачнијем познавању закона кретња и равнотеже стварних тела у природи.
Закони и методе механике имају широку примену у многим наукама при решавању најразличитијих и често веома сложених техничких проблема. Сви технички прорачуни при пројектирању и градњи грађевина, пројектовању и градњи машина и механизама, превозних возила, при проучавању лета управљивих и неуправљивих свемирских летелица и друго, заснивају се на законима механике. Посебно значење добила је механика када је започело доба истраживања свемира помоћу вештачких небеских тела. Прорачуни свемирских путања и разрада метода управљања летом свемирских летелица веома су сложени механички проблеми.

## Претпоставке у механици
Проучавање кретања материјалних тела у механици заснива се на следећим претпоставкама:
- честицом (материјалном тачком) сматра се тело занемарљиво малих мера, али коначне масе; тај је појам посебно важан у динамици, док се у кинематици може свести на геометријску тачку. Улогу честице може имати средиште инерције система честица, при чему се сматра да је у њима усредоточена маса целог система, на пример планети су честице ако се проматра њихово кретање око Сунца не узимајући у обзир њихову властиту вртњу (ротацију);
- апсолутно чврсто (круто) тело назива се тело у којему размак између две било које његове тачке остаје увек непромењен. Ако се тај размак мења, тело се зове чврсто (деформабилно);
- претпоставка о непрекидној средини (континууму) допушта промену узајамног распореда основних (елементарних) запремина. Тада, за разлику од крутог тела, треба задати бесконачно много чиниоца (параметара) да се одреди кретање тела. У непрекидне средине припадају чврста, течна и гасовита тела.

## Основна подела механике
Механика се обично разврстава на:
- механика честице (материјалне тачке),
- механика сустава честица (материјалних тачака),
- механика чврстог (крутог) тела бави се проучавањем кретања и равнотеже тела код којих се релативни положај тачака тела не мења. Често је довољно проучавати само кретање тежишта, што се онда своди на механику честице (материјалне тачке). Дели се на:
  - статика — проучава услове под којим се даје и настаје равнотежа.,
  - кинематика — проучава кретање не узимајући у обзир материјална својства тела (масу и момент инерције) и узрочнике кретања (силу и момент силе). Најкраће речено, кинематика је геометрија кретања.,
  - Динамику — описује и проучава кретање путем анализе узрочника кретања (силе и момента силе) и материјалних својстава тела (масе и момента инерције).,
  - Механика деформације чврстих тела или отпорност материјала - се користи концептом деформабилног тела. Деформабилно тело је тело које мења облик и запремину под дејством оптерећења (силе и моменти). Циљ Отпорности материјала је одређивање деформације тела под задатим оптерећењем. Основни облици напрезања који се проучавају су: аксијално напрезање (затезање и притисак), увијање (торзија), смицање и савијање (флексија).
- механика непрекидних средина (механика континуума), која се даље дели на:
  - наука о чврстоћи или механика чврстих тела проучава промене облика (помаци, деформације) и унутрашње силе (напрезања) чврстих тела, која могу бити еластична, пластична, високоеластична и слично.
  - механика флуида или хидромеханика (механика гасова или аеромеханика, динамика плинова или аеродинамика),
  - Хидраулика
    - Хидродинамика
    - Хидростатика
- законе механике примењене за потребе грађевинарства, машинства, градње бродова, ваздухоплова и тако даље проучава примењена или техничка механика,
- небеска механика,
- статистичка механика,
- према методи решавања проблема разликује се и експериментална механика,[6]
- квантна механика,
- релативистичка механика.

Механика је, у суштини, физичка наука, пошто проучава физичке феномене. Такође се веже за математику и инжењерство. Њен крајњи циљ је примена и предвиђање физичких феномена, као и утврђивање базе за примену теорије на инжењерске науке.
Da bi se zadovoljili posebni problemi pojedinih grana u različitim područjima tehnike, razvila su se posebna područja tehnike, kao na primjer teorija mehanizama, dinamika strojeva, teorija žiroskopa, balistika, dinamika raketa, koje primjenjuju zakone mehanike krutog tijela. Nauka o čvrstoći ili otpornosti  materijala i hidraulika imaju zajedničke osnove s teorijom elastičnosti, odnosno hidrodinamikom, ali one se bave praktičnim metodama proračunavanja, koje neznatno mijenjaju rezultate pokusa. Mehanika kao najstarija grana fizike razvijala se usporedno s drugim granama fizike, kao na primjer termodinamikom, optikom i drugim.

### Статика
Статика је подручје механике у којем се проучавају услови равнотеже, проматрајући мировање као посебни случај кретања. У статици се ради само с појмовима: простор и сила.

### Кинематика
Кинематика је подручје механике у којем се проучава кретање тела без обзира на узрок због којег је такво кретање настало. Кретање се посматра при заданим геометријским условима у зависности од времена и, према томе, ради само с појмовима: простор и време.

### Динамика
Динамика је подручје механике у којем се проучава зависност између кретања и сила које делују на тело, узимајући у обзир и његову масу, па ради само с појмовима: простор, време, сила и маса.

### Наука о чврстоћи
Наука о чврстоћи је грана механике која проучава чврстоћу, крутост и стабилност конструкција и машина, као и једноставних конструкцијских целина. Чврстоћа конструкције је способност преношења сила и оптерећења без лома материјала, трајних пластичних деформација или оштећења (пукотина). Крутост конструкције је отпорност конструкције према деформирању. Еластична стабилност конструкције је способност конструкције да задржи почетан равнотежни облик. Губитак еластичне стабилности назива се извијање.
Осим назива наука о чврстоћи употребљава се и назив отпорност материјала. Оба су назива традиционална и не одговарају у потпуности. Не ради се о отпорности (чврстоћи) материјала, него о чврстоћи делова конструкција. Међутим, осим чврстоће проучава се још крутост и стабилност, па ни назив наука о чврстоћи није потпуно прикладан, иако је бољи од назив отпорност материјала. Бољи назив био би механика деформабилних чврстих тела, слично називу механика крутих тела или механика флуида. Наука о чврстоћи је у првом реду техничка (инжењерска) дисциплина којој је сврха да што једноставнијим методама на задовољавајући, приближан начин реши проблеме из техничке праксе. Понекад се сусреће и назив еластостатика, која проучава статичке проблеме еластичних тела. Ни тај назив није добра замена за назив наука о чврстоћи, јер она проучава и нееластична тела и динамичке проблеме, па се чини оправданим задржати назив наука о чврстоћи.

### Механика флуида
Механика флуида или хидромеханика је грана физике која проучава законе равнотеже и струјања флуида, а обухвата хидростатику и хидродинамику. Полази од претпоставке да су флуиди непрекидни односно занемарује њихову молекулску грађу. Закони су једнаки за течности и гасове, док је стишљивост гасова занемарива. Настојања да се открију закони кретања течности сежу у најдаљу прошлост, али научну је подлогу хидромеханика добила у 17. веку (Данијел Бернули, Жан ле Рон д'Аламбер, Леонард Ојлер). Најприје се развила такозвана класична хидромеханика, којој је предмет проучавања идеална или савршена течност, то јест течност без трења (вискозност), нестишљива и нерастегљива. Међутим, многи резултати добијени таквим идеализовањем нису били употребљиви у пракси и то посебно због занемаривања трења. Због тога се настоји да се одреде природни закони према којима се владају реални флуиди (хидраулика). Решавање проблема хидромеханике може бити математички сложено па се данас најчешће користе нумеричке методе и рачунари.

### Примењена или техничка механика
Примењена механика обухвата направе, системе или њихове делове, код којих се главни учинак (на пример пренос енергије) постиже кретањем или деловањем једног или више покретних елемената (полуга, зупчаника, сечива), а такође и делатност која се бави проучавањем, конструисањем, производњом и одржавањем тих направа и система (на пример прецизна механика или финомеханика, аутомеханика, електромеханика).

### Небеска механика
Небеска механика је грана астрономије која проучава кретање небеских тела под деловањем силе, те стање равнотеже самих тела. У ужем смислу, то је примена класичне механике, а осим гравитацијске силе укључује притисак електромагнетског зрачења, електромагнетске силе и отпор атмосфере у којој се крећу вештачки сателити. Израз астродинамика означује примену небеске механике на вештачке сателите и међупланетарне летелице, а динамичка астрономија примену на сва гледишта небеске механике и на сва тела у свемиру. Стеларна динамика примена је небеске механике на кретање звезда у галаксији.
Небеска механика проучава гравитацијске силе, које су свеприсутне и делују на свим свемирским пространствима. Њутнов закон гравитације тумачи кретање планета око Сунца, кретање сложених система у свемиру до највећих даљина, стварање и облик небеских тела. Притом треба запазити једно врло важно правило: знање о особинама других и далеких небеских тела стиче се једнако тачним, једнако ваљаним методама као што су методе које се користе кад се истражују најближа небеска тела и тела у лабораторији.

### Квантна механика
Квантна механика је теорија кретања динамичких система честица према којој све мерљиве величине могу попримити само дискретне вредности (квант). Теорија израсла искључиво на Планковом постулату постојања квантне јединице (константе), уведеном 1900. Тиме је омогућено разумевање двају појава које нису могле бити објашњене у оквирима класичне физике: зрачења црнога тела (такозвана ултраљубичаста катастрофа - Џон Вилијам Страт) и фотоелектрични учинак. Уводећи хипотезу о дискретним износима израженима у квантним јединицама h (Планкова константа), у којима се мења енергија хармонијског осцилатора, Макс Планк дао је тачан опис спектра зрачења црнога тела. Корак даље учинио је Алберт Ајнштајн 1905, спознавши да квантизовани осцилатори емитују зрачење које такође мора бити квантизовано. Схватајући светлост као рој честица (фотона, одређене енергије E = hν и импулса p = h/λ), на тај је начин објаснио фотоелектрични учинак. Такво приписивање корпускуларних својстава електромагнетном таласу довело је на физичку сцену проблем таласно-честичне дуалности. Из двају смерова, на којима се покушавао разрешити тај проблем, израстао је математички формализам квантне механике.
Први смер решавања проблема дуалности ослањао се на корпускуларна својства материје. Нилс Бор, који је у Копенхагену окупљао врсне физичаре (Ханс Крамерс, Џон Кларк Слејтер, Волфганг Паули, Вернер Хајзенберг, Паскал Џордан), објаснио је 1913. опажени спектар водониковог атома увођењем постулата стационарних енергијских стања у којима бораве електрони. Паули је формулирао принцип искључења као теоријски темељ периоднога система елемената. Откривен је принцип кореспонденције, према којем у подручју великих квантних бројева вреди класична механика. Друга је манифестација тога принципа Хајзенбергов принцип неодређености, , према којем је немогуће истодобно тачно мерити и импулс и положај неке честице (максимална могућа тачност одређена је Планковом константом).
Другу формулацију квантне механике дао је Ервин Шредингер 1926. у облику диференцијалне једначине за таласе материје приказане таласном функцијом. Он је показао и еквивалентност тога приступа с Хајзенберговом матричном механиком. Шредингерова се једначина могла решити за неке једноставније физичке проблеме, а употребом рачуна сметње обухваћен је голем број проблема материјалнога света.
Иако од 1925. није уочена ниједна појава која би доводила у питање квантну механику, вођене су расправе о потпуности те теорије. Квантна механика поновно је добила замах 1928. у Дираковом споју квантне механике и специјалне теорије релативности у облику квантне теорије поља (релативистичке квантне механике), као што је квантна електродинамика, која је предвидела постојање позитрона, античестице електрона. Установљена на проучавању атомске физике где влада електромагнетизам, квантна механика омогућила је открића нових темељних сила субатомскога света.

### Релативистичка механика
Треба имати у виду да класична механика само приближно верно описује појаве кретања у природи, јер се она заснива на претпоставкама које не изражавају потпуно тачно геометрију света и начин деловања тела у природи. То је постало очигледно након што је Алберт Ајнштајн поставио специјалну теорију релативности, на којој се заснива релативистичка механика. Међутим, класична механика, која је заправо посебни (тачније речено гранични) случај релативистичке механике, не губи своје значење, јер њени закључци за брзине кретања које су довољно мале у поређењу с брзином светлости, с великом тачношћу задовољавају захтеве многих грана технике.